# بيفرلي بيتش
بيفرلي بيتش (بالإنجليزية: Beverly Beach)‏ هي مدينة أمريكية تقع في ولاية فلوريدا. تبلغ مساحة هذه المدينة 1 (كم²)،ويبلغ عدد سكانها 900 نسمة حسب إحصاء سنة 2010 م 900.تشير إحصاءات سنة 2000م بأن الكثافة السكانية في هذه المدينة تقدر بـ(547) نسمة/كم2 